# Вах (Словакия)
 Тази статия е за реката в Словакия.  За реката в Русия вижте Вах.  
Вах (на словашки: Váh; на немски: Waag;на унгарски: Vág;на полски: Wag) е река в Словакия (Жилински, Тренчински, Търнавски и Нитрански край), ляв приток на Дунав. Дължина 403 km (най-дългата река в Словакия), площ на водосборния басейн 19 696 km².

## Етимология
Името на реката е от немски или славянски произход. То може да произлиза от старогерманската дума wȃg (поток) или протославянските vagъ, vaga (прът, пръчка, отрязан клон), които може би подсказват за подсилването на бреговете на реката. Има няколко реки с подобни славянски имена, но за големите реки в Словакия като цяло се приема предславянския произход на името. Най-ранните споменавания са flumen Vvaga (1111) и aqua Vvac (1113).

## Географска характеристика

### Извор, течение, устие
Река Вах се образува на 644 m н.в., в град Липтовски Храдок (източната част на Жилински край) от сливането на двете съставящи я реки Черни Вах (39 km, лява съставяща), извираща от Ниските Татри и Бели Вах (30 km, дясна съставяща), извираща от Високите Татри. В горното си течение (до град Жилина) тече на запад, а в средното (до град Нове Место над Вахом) – на югозапад в тясна и дълбока планинска долина. След това завива на юг и до устието си тече през северната част на Среднодунавската низина. Влива се отляво в река Дунав при нейния 1766 km, на 104 m н.в., при град Комарно (Нитрански край).

### Водосборен басейн, притоци
На запад водосборният басейн на Вах граничи с водосборния басейн на река Морава (ляв приток на Дунав), на северозапад – с водосборния басейн на река Одер (от басейна на Балтийско море), на север и североизток – с водосборния басейн на река Висла (от басейна на Балтийско море), на изток и югоизток – с водосборните басейни на реките Тиса и Хрон (леви притоци на Дунав). В тези си граници площта на водосборния басейн на Вах възлиза на 19 696 km² (2,41% т водосборния басейн на Дунав). Около 98% от водосборния басейн на реката е на територията на Словакия, а по 1% – на териториите на Чехия и Полша.
Основни притоци: леви – Туриец (66 km), Нитра (166 km); десни – Орава (62 km), Кисуца (66 km), Дудвах (97 km).

### Хидроложки показатели
Вах има ясно изразено пролетно пълноводие и лятно маловодие, с характерни епизодични летни прииждания в резултат на поройни дъждове във водосборния ѝ басейн. Среден годишен отток 152 m³/sec.

## Стопанско значение, градове
Река Вах е плавателна за плиткогазещи съдове в долното си течение до град Серед. Водите ѝ се използват за водоснабдяване, напояване и производство на електроенергия. На Вах и десният ѝ приток Орава е изградена каскада от язовири (Черни Вах, Липтовска Мара, Бешенова, Кърпеляни, Жилина, Хричов, Носице, Силнава, Мадунице, Кралова, Селице и др.) и 16 ВЕЦ-а, чието строителство започва през 1930-те години и продължава след Втората световна война. Всяка от ВЕЦ-овете е с мощност 20 – 50 хил.квт. Основните автомобилни пътища на Словакия (Братислава – Тренчин – Поважка Бистрица – Жилина и Ружомберок – Попрад) вървят по протежение на реката, както и основната жп линия Братислава – Жилина – Кошице.
По цялото си протежение долината на реката е гъсто заселена. По-големите селища са градовете: Липтовски Храдок, Липтовски Микулаш, Ружомберок, Врутки, Жилина, Битча, Поважка Бистрица, Пухов, Илава, Дубница над Вахом, Немшова, Тренчин, Нове место над Вахом, Пиещяни, Серед, Шаля, Коларово и Комарно.